# Prostitutie in Haarlem

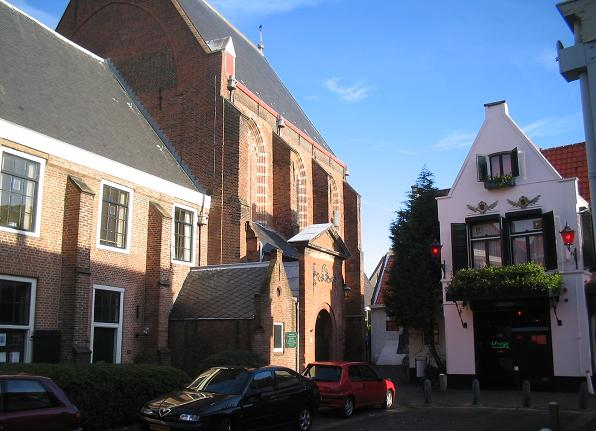
Bordeel 'Het Poortje' naast de oudste kerk van Haarlem

De prostitutie in Haarlem is beperkt van omvang in vergelijking met andere Nederlandse steden. Het is beperkt tot een gebied gelegen rond het Begijnhof in het centrum van Haarlem.
De buurt kent twee plaatsen waar raamprostitutie wordt bedreven:
- het Poortje (entreegeld)
- de Rode Lantaarn (vrij entree)

In de buurt zijn ook nog een paar 'losse' ramen.
De Rode Lantaarn is zogenoemde binnenstraat, de ramen zijn te vinden in een pand waarbij De Rode Lantaarn eruit ziet als een plein. Het Poortje is gevestigd in een afgesloten hofje in het voormalige Begijnhof. Om Het Poortje binnen te komen moeten klanten geld in een automaat werpen, pas daarna gaat het draaihek open.
Amsterdam (De Wallen) · 
Achterdam (Alkmaar) · 
Bokkingshang (Deventer) · 
Eindhoven · 
Groningen · 
Den Haag · 
Haarlem · 
Leeuwarden · 
Nijmegen · 
Utrecht · 
tot 2006: Spijkerkwartier (Arnhem)